# HAT-P-9b
HAT-P-9b es un planeta extrasolar a aproximadamente 1.560 años-luz de distancia en la constelación Auriga. Este planeta fue encontrado por método del tránsito el 26 de junio del 2008. Tiene una masa del 78% de Júpiter y un radio del 140% de Júpiter. En cuanto a todos los planetas en tránsito excepto HD 17156 b, este planeta es llamado Júpiter caliente, significando que éste planeta se mueve en órbita alrededor de la estrella padre de forma extremadamente cercana, tomándole solamente 3,92 días en orbitar con una distancia media de 7.9 gigametros.